# Mistrzostwa Europy w Wioślarstwie 2009 – czwórka podwójna mężczyzn
Czwórka podwójna mężczyzn (M4x) – konkurencja rozgrywana podczas Mistrzostw Europy w Wioślarstwie 2009 w Brześciu między 18 a 20 września.

## Harmonogram konkurencji
| Wydarzenie                  | Runda      |
| --------------------------- | ---------- |
| Piątek, 18 września 2009    | Eliminacje |
| Sobota, 19 września 2009    | Repasaże   |
| Niedziela, 20 września 2009 | Finał B    |
| Niedziela, 20 września 2009 | Finał A    |

## Medaliści
| Złoto                                                                                    | Srebro                                                                                         | Brąz                                                                      |
| Ukraina · Hennadij Zacharczenko · Wołodymyr Pawłowśkyj · Kostiantyn Zajcew · Serhij Hryń | Białoruś · Walery Radziewicz · Kirył Lemiaszkiewicz · Stanisłau Szczarbaczenia · Dzianis Mihal | Polska · Arnold Sobczak · Piotr Licznerski · Michał Słoma · Wiktor Chabel |

## Wyniki

### Eliminacje
Reguła kwalifikacji: 1 → FA, 2.. → R

#### Eliminacje 1
| Miejsce | Zawodnik                                                                      | Kraj     | Czas    | Uwagi |
| ------- | ----------------------------------------------------------------------------- | -------- | ------- | ----- |
| 1       | Hennadij Zacharczenko Wołodymyr Pawłowśkyj Kostiantyn Zajcew Serhij Hryń      | Ukraina  | 5:53,85 | FA    |
| 2       | Aleksandr Kulesz Aleksiej Swirin Aleksandr Korniłow Nikael Bikua-Mfantse      | Rosja    | 5:56,36 | R     |
| 3       | Walery Radziewicz Kirył Lemiaszkiewicz Stanisłau Szczarbaczenia Dzianis Mihal | Białoruś | 5:57,28 | R     |
| 4       | Janez Zupanc Gašper Fistravec Janez Jurše Iztok Čop                           | Słowenia | 6:00,81 | R     |
| 5       | René Bertram Philipp Wende Daniel Makowski Rene Burmeister                    | Niemcy   | 6:03,78 | R     |
| 6       | Hannes De Reu Christophe Raes Bart Poelvoorde Tim Maeyens                     | Belgia   | 6:08,66 | R     |

#### Eliminacje 2
| Miejsce | Zawodnik                                                                          | Kraj      | Czas    | Uwagi |
| ------- | --------------------------------------------------------------------------------- | --------- | ------- | ----- |
| 1       | Arnold Sobczak Piotr Licznerski Michał Słoma Wiktor Chabel                        | Polska    | 5:56,90 | FA    |
| 2       | Igor Kuzmin Vladimir Latin Tõnu Endrekson Andrei Jämsä                            | Estonia   | 6:00,94 | R     |
| 3       | Simone Venier Luca Agamennoni Rossano Galtarossa Alessio Sartori                  | Włochy    | 6:08,12 | R     |
| 4       | Gytis Ruzgys Nerijus Vasiliauskas Algirdas Bendaravičius Mykolas Masilionis       | Litwa     | 6:11,81 | R     |
| 5       | Juan García Manuel Moron Romero Miguel Ruiz García Alexander Sigurbjörnsson Benet | Hiszpania | 6:19,03 | R     |

### Repasaże
Reguła kwalifikacji: 1-2 → FA, 3... → FB

#### Repasaże 1
| Miejsce | Zawodnik                                                                          | Kraj      | Czas    | Uwagi |
| ------- | --------------------------------------------------------------------------------- | --------- | ------- | ----- |
| 1       | Aleksandr Kulesz Aleksiej Swirin Aleksandr Korniłow Nikael Bikua-Mfantse          | Rosja     | 5:49,64 | FA    |
| 2       | Hannes De Reu Christophe Raes Bart Poelvoorde Tim Maeyens                         | Belgia    | 5:49,73 | FA    |
| 3       | Janez Zupanc Gašper Fistravec Janez Jurše Iztok Čop                               | Słowenia  | 5:50,26 | FB    |
| 4       | Simone Venier Luca Agamennoni Rossano Galtarossa Alessio Sartori                  | Włochy    | 5:56,72 | FB    |
| 5       | Juan García Manuel Moron Romero Miguel Ruiz García Alexander Sigurbjörnsson Benet | Hiszpania | 6:14,83 | FB    |

#### Repasaże 2
| Miejsce | Zawodnik                                                                      | Kraj     | Czas    | Uwagi |
| ------- | ----------------------------------------------------------------------------- | -------- | ------- | ----- |
| 1       | Walery Radziewicz Kirył Lemiaszkiewicz Stanisłau Szczarbaczenia Dzianis Mihal | Białoruś | 5:53,52 | FA    |
| 2       | René Bertram Philipp Wende Daniel Makowski Rene Burmeister                    | Niemcy   | 5:56,79 | FA    |
| 3       | Igor Kuzmin Vladimir Latin Tõnu Endrekson Andrei Jämsä                        | Estonia  | 5:59,71 | FB    |
| 4       | Gytis Ruzgys Nerijus Vasiliauskas Algirdas Bendaravičius Mykolas Masilionis   | Litwa    | 6:13,00 | FB    |

### Finał B
| Miejsce | Zawodnik                                                                          | Kraj      | Czas    | Uwagi |
| ------- | --------------------------------------------------------------------------------- | --------- | ------- | ----- |
| 1       | Simone Venier Luca Agamennoni Rossano Galtarossa Alessio Sartori                  | Włochy    | 5:58,41 |       |
| 2       | Igor Kuzmin Vladimir Latin Tõnu Endrekson Andrei Jämsä                            | Estonia   | 5:59,55 |       |
| 3       | Janez Zupanc Gašper Fistravec Janez Jurše Iztok Čop                               | Słowenia  | 6:02,34 |       |
| 4       | Gytis Ruzgys Nerijus Vasiliauskas Algirdas Bendaravičius Mykolas Masilionis       | Litwa     | 6:06,52 |       |
| 5       | Juan García Manuel Moron Romero Miguel Ruiz García Alexander Sigurbjörnsson Benet | Hiszpania | 6:18,06 |       |

### Finał A
| Miejsce | Zawodnik                                                                      | Kraj     | Czas    | Uwagi |
| ------- | ----------------------------------------------------------------------------- | -------- | ------- | ----- |
|         | Hennadij Zacharczenko Wołodymyr Pawłowśkyj Kostiantyn Zajcew Serhij Hryń      | Ukraina  | 5:53,12 |       |
|         | Walery Radziewicz Kirył Lemiaszkiewicz Stanisłau Szczarbaczenia Dzianis Mihal | Białoruś | 5:54,44 |       |
|         | Arnold Sobczak Piotr Licznerski Michał Słoma Wiktor Chabel                    | Polska   | 5:55,09 |       |
| 4       | René Bertram Philipp Wende Daniel Makowski Rene Burmeister                    | Niemcy   | 5:56,01 |       |
| 5       | Hannes De Reu Christophe Raes Bart Poelvoorde Tim Maeyens                     | Belgia   | 6:00,87 |       |
| 6       | Aleksandr Kulesz Aleksiej Swirin Aleksandr Korniłow Nikael Bikua-Mfantse      | Rosja    | 6:03,43 |       |